# تینا هابلی
تینا الن هابلی (متولد ۲۰ مه 1971) یک هنرپیشه و مجری رادیویی انگلیسی است که بیشتر به خاطر بازی طولانی مدتش در نقش کریسی ویلیامز در سریال درام پزشکی بی‌بی‌سی وان، شهر هولبی شهرت دارد. هابلی در نوامبر ۲۰۱۳ پس از ۱۲ سال هالبی سیتی را ترک کرد.
هابلی در همپستد به دنیا آمد. او در کودکی بسیار خجالتی بود و برای مقابله با درونگرایی او به کلاس‌های سخنرانی و نمایش فرستاده شد. او در حومه لندن در میل هیل بزرگ شد و به مدرسه اسقف داگلاس در شرق فینچلی رفت. هابلی بعداً به آکادمی هنرهای دراماتیک وبر داگلاس منتقل شد.